# 醫學花園
醫療花園是一座位於斯洛伐克布拉提斯拉瓦老城區的一座公園，位於阿斯普雷蒙頤和園後面。
醫療花園以巴洛克風格設計，是法國正式花園的典範。該花園目前是該市最受歡迎的公園。它還包括一個遊樂場設施。

## 沿革
醫學花園最初是巴洛克式宮殿建築群阿斯普雷蒙頤和園的一部分，於約翰·內波穆克·戈貝·德·阿斯普雷蒙-林登伯爵於1770年在玛丽亚·特蕾西娅統治期間建造。目前阿斯普雷蒙頤和園保存已是布拉迪斯拉發夸美紐斯大學醫學院院長辦公室所在地。花園則重新以巴洛克風格建造和翻新，並種植了各種觀賞植物和外來植物，並輔以各種藝術雕塑。
19世紀初，花園被埃施特哈齊家族買下，並進一步擴建並組織了各種管弦樂隊、晚會和派對。眾所周知，著名作曲家約瑟夫·海頓曾多次在那裡演出。後來，花園易主一度成為還養牛的地點。隨著城市特徵的改變，醫學花園周圍開始興建密集的建築。並自20世紀初開始由布拉迪斯拉發夸美紐斯大學醫學院管理，並向公眾開放。
1985 年，阿方索·托莫姆對於花園進行了翻新，不過在此次翻新工程並沒有從原始裝飾中保留過去的重要雕塑或建築。目前由雕塑家帕維爾·米克希克創作的天鵝噴泉是花園的主要地標，該公園還擁有兩座以作家馬丁·庫庫欽和詩人裴多菲·山多尔為主題的紀念碑。